# Basilejský kodex

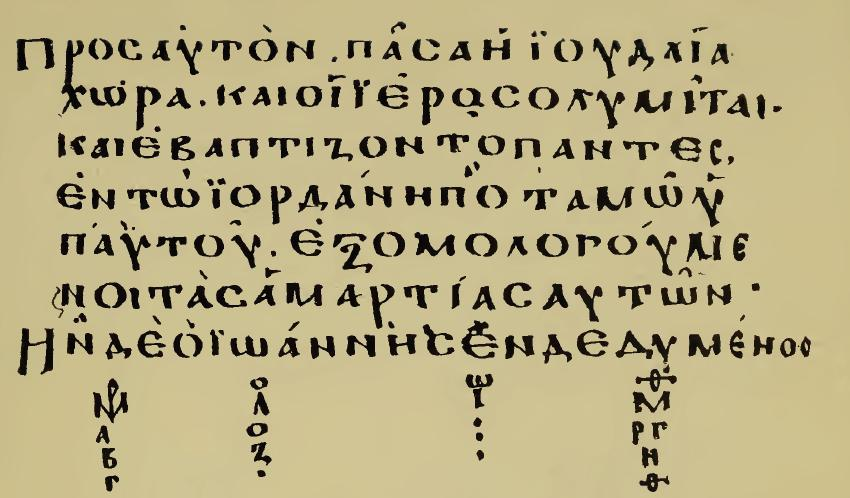
Mk 1,5-6

Codex Basilensis (Gregory-Aland no. 07), označovaný obvykle písmenem Ee, je řecký pergamenový kodex pocházející z 8. století. 
Své jméno má podle místa (Basilej), (univerzitní knihovna, AN III 12), kde je od roku 1431 uložen. Skládá se z celkem 318 listů. Kodex obsahuje text čtyř evangelií.
Rozměry rukopisu jsou přesně čtvercové o straně 23 x 16,5 cm.

## Viri
- Bruce Metzger, The Text of the New Testament: Its Transmission, Corruption and Restoration, 1968 etc, Oxford University Press. p. 52.